# Imagerie d'Épinal
Ne doit pas être confondu avec Cité de l'Image ou Musée de l'image.
L'Imagerie d'Épinal (Vosges) est à l'origine une imprimerie fondée en 1796 par Jean-Charles Pellerin et où furent gravées les premières images d'Épinal en série.
Le bâtiment de l'imprimerie Pellerin fait l’objet d'une inscription au titre des monuments historiques depuis le 24 avril 1986. Certaines machines de production ont été classées le 15 avril 1987. La collection de 1 344 bois gravés fait l’objet d’un classement au titre d'objet des monuments historiques, classé au titre d'objet de propriété privée de l'entreprise, depuis le 23 octobre 1991. L'Imagerie d’Épinal dispose également d'un très important fonds iconographique de plusieurs centaines de milliers d'images et d'un peu plus de 6 000 pierres lithographiques des XIXe et XXe siècles. L'ensemble de ce patrimoine est la propriété de l'entreprise privée Imagerie d'Épinal.

## Historique

### Fondation par Jean-Charles Pellerin (1796)

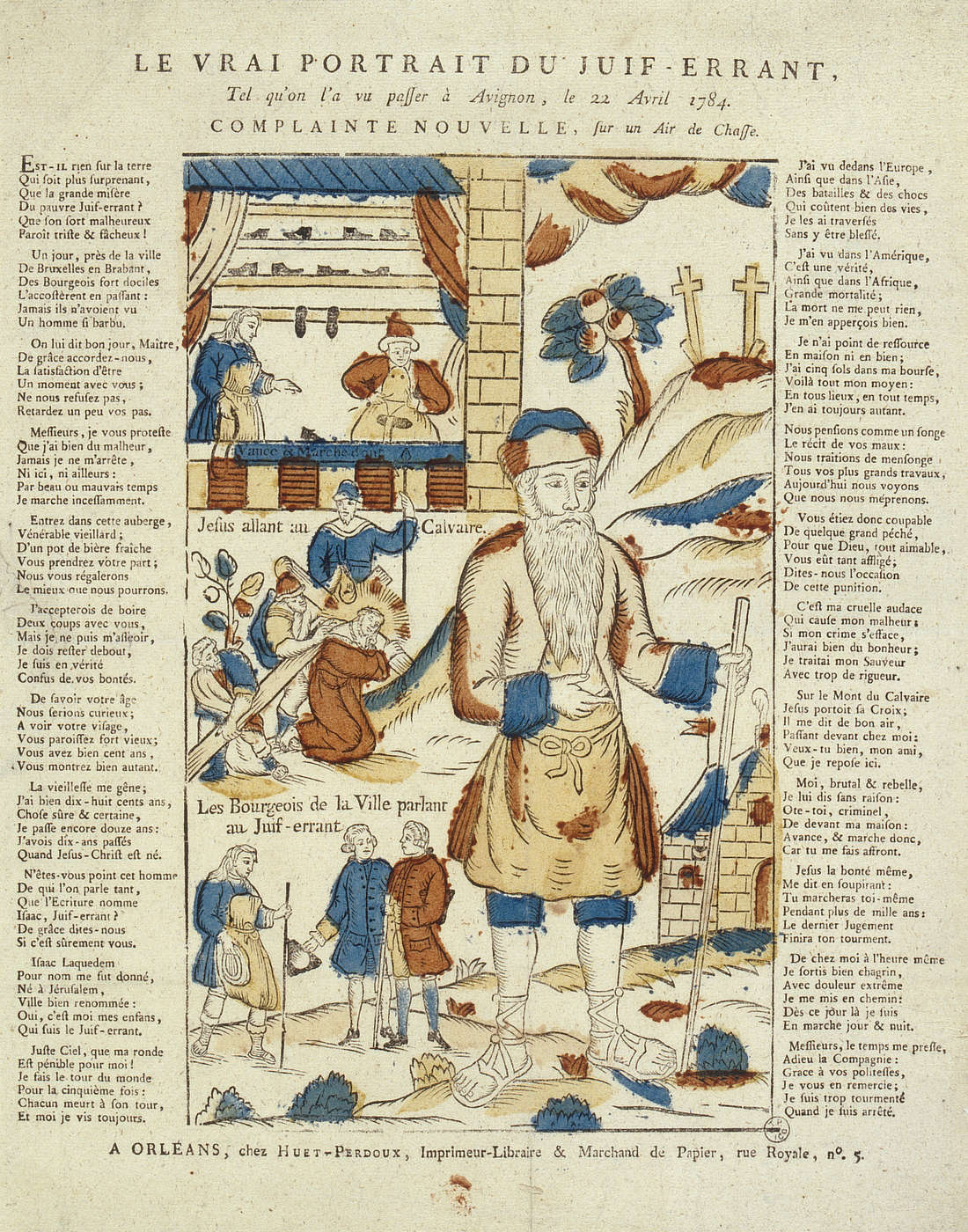
Portrait et complainte du Juif errant tel qu'il aurait été vu à Avignon en 1784. Est la première image sorti de l'imprimerie d'Epinal.

Dans un contexte favorable (présence d'artisans cartiers, de dominotiers, de la Moselle et des ressources forestières pour les fabriques de papier et enfin en vertu de la tradition familiale), Jean-Charles Pellerin, maître cartier, va fonder une imagerie en 1796.
Artisanale au départ, l'imagerie d'Épinal est peu à peu devenue une véritable industrie. L'imagerie utilise initialement une image gravée dans une planche de bois (xylographie). L'impression de la feuille s'effectue alors à l'aide d'une presse à bras, dite « Gutenberg ». Ensuite intervient le coloriste : au moyen de pochoirs, il applique à l'aide d'une brosse ronde les différentes couleurs nécessaires à la finition de l'ouvrage. Les techniques évoluent au fil du temps, notamment vers 1850 avec l'arrivée des pierres lithographiques qui révolutionnent la technique d'impression dans les imprimeries.

### Les marchés porteurs
Vers 1850, l'apparition de la lithographie offre de plus larges possibilités à l'artiste. Néanmoins, les images d'Épinal ne représentent encore que 2 % du volume d'images colportées en 1860.

#### La propagande napoléonienne
De 1829 à 1845, l'imagerie célèbre l'empereur Napoléon Bonaparte, sa famille, ses maréchaux, ses armées et ses victoires.

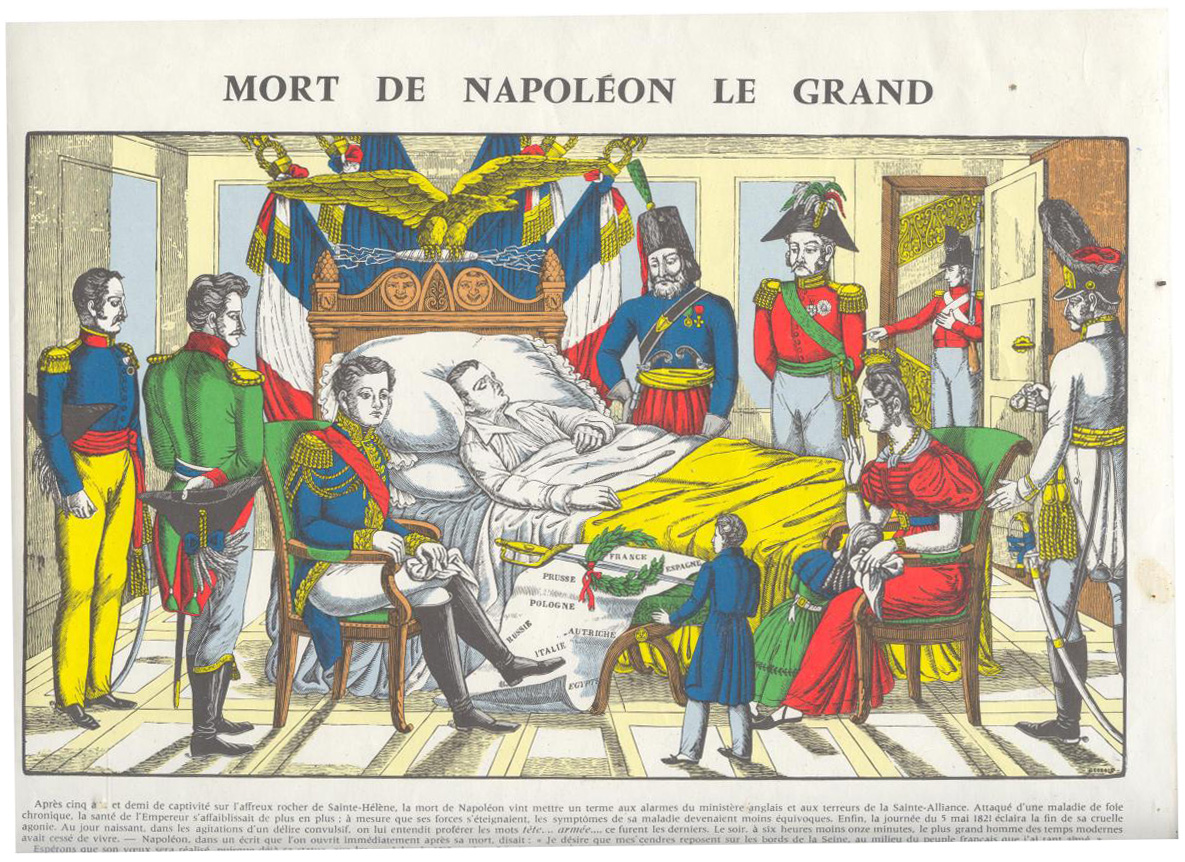
La mort de Napoléon le Grand.

#### La clientèle enfantine
Sous l'influence des pensées rousseauistes, la société de la mi-temps du XIXe siècle commence à voir les enfants comme des consommateurs. Devinettes, poupées à monter, soldats entrent dans le catalogue de l'imagerie.

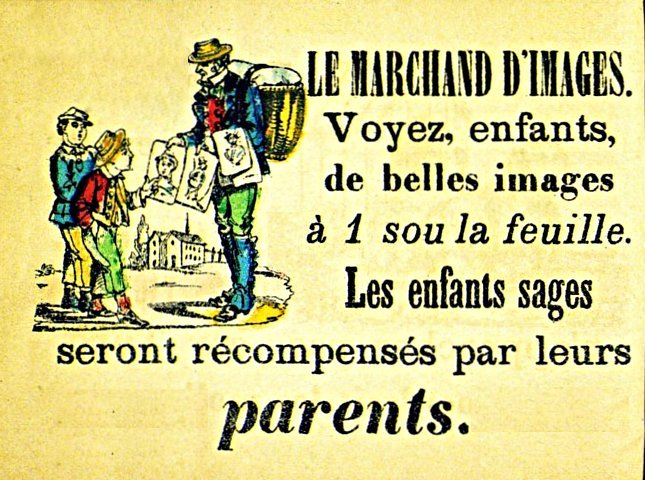
Le colportage et la publicité en direction du public enfantin.

### La rivalité Pellerin et Cie-Pinot (1861-1888)

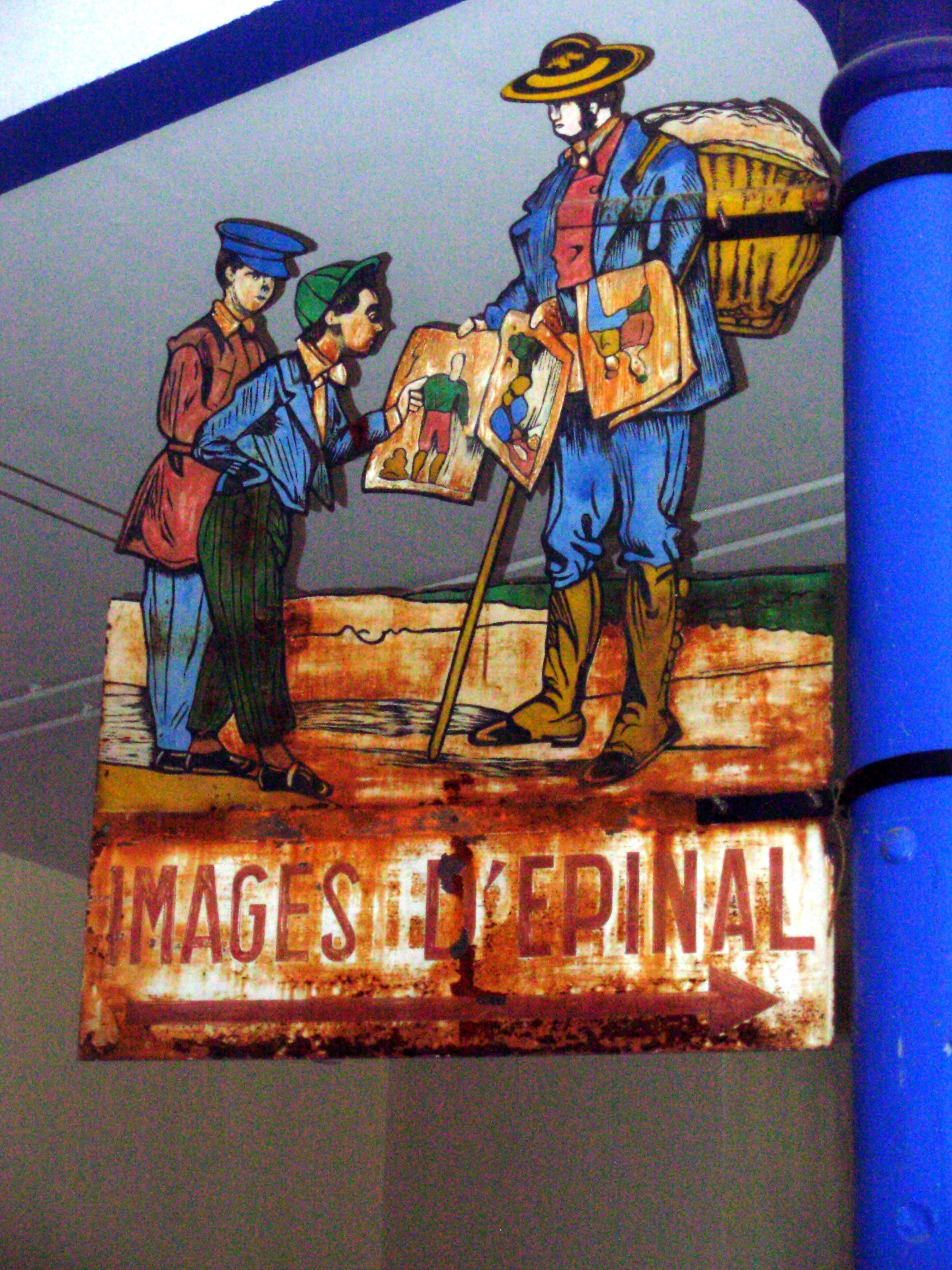
Panneau indiquant la direction de l'imagerie d'Épinal.

### «D'Épinal à nous seuls…» (1888-1984)
À l'aube du XXe siècle, la production de l'imagerie est connue dans le monde entier. Les pantins, les théâtres de papier, les constructions puis, lors de la Première Guerre mondiale, les sujets militaires sont autant de domaines où la diffusion est importante.

#### Le déclin
Au début des années 1980, l'imagerie connaît un essor médiatique relatif en éditant des artistes aussi reconnus que Jacques Tardi ou Fred, et en bénéficiant d'une couverture télévisuelle quotidienne via l'émission pour enfants Récré A2 sur Antenne 2.
Cependant, l'entreprise décline peu à peu, faute d'intérêt pour l'édition papier, au bénéfice d'autres supports et loisirs ; s'ensuit un dépôt de bilan.
En 1984, un groupe de cinquante actionnaires spinaliens décide de recapitaliser l'imagerie d’Épinal pour sauver ce patrimoine cher au cœur des Spinaliens et de tous ceux qui ont été bercés durant leur enfance par ces images populaires offertes en récompense aux enfants sages.
La direction de l'entreprise est alors très économe et investit peu dans le développement. L'Imagerie d'Épinal devient au fil du temps un écomusée avec un visitorat limité aux personnes passionnées, la dimension populaire n'est plus d'actualité.
En 1989, l'imagerie adapte ses réalisations aux techniques d'impression les plus modernes mais rompt totalement, de ce fait, avec les techniques historiques de l'atelier, totalement abandonné ; l'orientation artistique est elle aussi éloignée de celle des origines.

### XXIesiècle
En août 2014, l'imagerie d'Épinal connaît un nouveau tournant avec sa reprise par des actionnaires privés et la Société d’Économie Mixte de la ville d’Épinal.
La rénovation des locaux et la nouvelle scénographie muséographique ont redonné un nouvel élan à la visite des ateliers de production de l'entreprise grâce notamment à des tablettes numériques depuis 2016. Certaines machines sont uniques en France. L'entreprise bénéficie de plus du Label Entreprise du patrimoine vivant. Le fonds historique, riche de centaines de milliers d'images, par le biais d'une large sélection de tirages anciens et récents, continue à être préservé et mis en vente sur la boutique en ligne www.imagerie-epinal.com
Dès son arrivée en août 2014, Pacôme Vexlard, le PDG actionnaire de l'entreprise et actif dans le secteur culturel et artistique fait appel à des illustrateurs et à des dessinateurs de bande dessinée ou de presse contemporains, tels que Patrice Leconte, Charlelie Couture, Serge Bloch, Jochen Gerner, Joann Sfar, Zoé Thouron, Loustal, Stéphane Trapier, Fortifem, Emmanuel Pierre, Hubert Poirot, Clod, Laurent Blachier, Carlotta, Chanoir, ou François Bourgeon.
De nombreux nouveaux produits sont créés : papeterie, accessoires et décors panoramiques sont développés proviennent exclusivement des archives et recomposent à l’infini de nouveaux motifs. Un pôle d'excellence est initié avec l’École Supérieur des Arts de Lorraine d’Épinal.

## Le label Images d'Épinal
Ce label marque la volonté de revenir aux véritables images d'Épinal et de valoriser un véritable savoir-faire historique reconnu et désormais encadré par une charte précise.